# ژواو رودریگز
ژواو رودریگز (انگلیسی: João Rodrigues؛ ۱۵۵۸، ۱۵۶۱ یا ۱۵۶۲ – ۱۶۳۳ یا ۱۶۳۴) یک کشیش، میسیونر، و زبان‌شناس اهل پرتغال بود. وی مترجم توکوگاوا ایه‌یاسو بود.
رودریگز در ژوئن سال ۱۶۱۰ در نتیجه حادثه اوکاموتو دایهاچی از ژاپن اخراج شد. این کشتی در ارتباط با حوادث درگیری در ماکائو در سال ۱۶۰۹ قرار داشت. در آن حادثه چندین ملوان ژاپنی کشته شده بودند. پس از بازگشت مسئول حادثه به ناکازاکی، مقامات ژاپنی سعی برای مقابله کرده و قصد داشتند کاپیتان پرتغالی را که مسئول حادثه بود، دستگیر کنند. در درگیری‌ای که به‌دنبال آن رخ داد، کشتی پرتقالی در حالی که در تلاش برای ترک بندر بود توسط کاپیتان پرتغالی به آتش کشیده شد و غرق شد. به تلافی این حادثه مبلغان مسیحی پرتغالی از جمله ژواو رودریگز از ژاپن اخراج شدند.